# Concept (Spiel)
Concept ist ein 2013 erschienenes Gesellschaftsspiel von Alain Rivollet und Gaëtan Beaujannot für 4 bis 12 oder mehr Spieler. Das Spiel befasst sich mit Kommunikation mittels der mehr als 100 Piktogramme. Concept gewann den französischen Spielepreis „As d’Or – Jeu de l’Année 2014“ und war unter anderem für den Preis „Spiel des Jahres 2014“ nominiert.

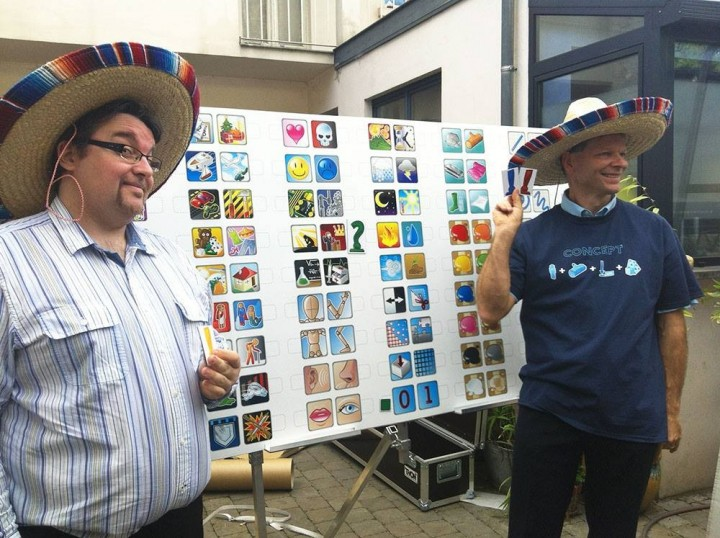
Gaëtan Beaujannot (links) und Alain Rivollet präsentieren Concept (2013)

## Spielmaterial
Das Spiel besteht aus einem Spielbrett mit den Piktogrammen, einem Regelheft, einer grünen Figur für das „Hauptkonzept“ und dazugehörigen acht grünen Würfeln zum Präzisieren des Hauptkonzepts sowie vier weiteren Figuren in den Farben blau, rot, gelb, schwarz für die „Unterkonzepte“ und jeweils acht dazugehörigen Würfeln in den Farben blau, rot, gelb, schwarz zum Präzisieren der Unterkonzepte, 110 Begriffskarten, Punktechips und einer Plastikschale für die Figuren und Würfel, die zum Beschreiben notwendig sind.
Das Aufbauen vor dem Spielen besteht dann lediglich aus dem Auflegen des Spielbrettes, dem Bereitstellen der Spielfiguren und Würfel und dem Auflegen (und gegebenenfalls dem Mischen) der Begriffskarten.

## Spielinhalt
Die 117 (in einer neueren Auflage 118) Piktogramme stellen unter anderem allgemeine Begriffe (wie Freizeit, Freunde etc.) und auch spezifischere Gegenstände, Formen, Farben oder Materialien (z. B. Plastik) dar.
Die Gruppe, die am Zug ist, zieht eine Karte mit neun Begriffen, aufgeteilt in die drei Kategorien einfach, schwierig und herausfordernd. Nachdem sie sich leise auf einen Begriff geeinigt haben, geht es nun darum diesen mittels Spielsteinen und den Piktogrammen darzustellen. Zuerst müssen sie die Figur „Hauptbegriff“ setzen. Nun müssen sie durch Unterkategorien und „Beschreibungssteine“ den anderen Mitspielern den Begriff erklären.
Wenn der Begriff erraten wird, wird je ein Punkt an die Erklärer ausgezahlt und zwei Punkte an den Spieler, der den Begriff als erster erraten hat.

## Spielziel
Gewonnen hat die Person, die die meisten Punkte hat, sobald alle zwölf „2 Punkte“-Marker ausgegeben wurden. Im Regelheft wird jedoch auch auf die Variante hingewiesen, ohne Punkte zu spielen.